# Ornithopus sativus subsp. sativus
Ornithopus sativus subsp. sativus é uma subespécie de planta com flor pertencente à família Fabaceae. 
A autoridade científica da subespécie é Brot., tendo sido publicada em Fl. Lusit. 2: 160 (1804).
Os seus nomes comuns são serradela-cultivada ou serradela-de-bico-curto.

## Portugal
Trata-se de uma subespécie presente no território português, nomeadamente em Portugal Continental e no Arquipélago da Madeira.
Em termos de naturalidade é nativa de Portugal Continental e introduzida no Arquipélago da Madeira.

## Protecção
Não se encontra protegida por legislação portuguesa ou da Comunidade Europeia.